# Liste der Kulturgüter in Oberengstringen
Die Liste der Kulturgüter in Oberengstringen  enthält alle Objekte in der Gemeinde Oberengstringen im Kanton Zürich, die gemäss der Haager Konvention zum Schutz von Kulturgut bei bewaffneten Konflikten, dem Bundesgesetz vom 20. Juni 2014 über den Schutz der Kulturgüter bei bewaffneten Konflikten sowie der Verordnung vom 29. Oktober 2014 über den Schutz der Kulturgüter bei bewaffneten Konflikten unter Schutz stehen.
Es sind weder Objekte der Kategorie A, noch Objekte der Kategorie B im Gemeindegebiet ausgewiesen, Objekte der Kategorie C fehlen zurzeit (Stand: 1. Januar 2022). Unter übrige Baudenkmäler sind weitere geschützte Objekte zu finden, die im Verzeichnis der Objekte von überkommunaler Bedeutung der kantonalen Denkmalpflege zu finden und nicht bereits in der Liste der Kulturgüter enthalten sind.

## Übrige Baudenkmäler
| ID             | Foto |                 | Objekt                                                               | Kat.    | Typ | Standort                              | Beschreibung |
| -------------- | ---- | --------------- | -------------------------------------------------------------------- | ------- | --- | ------------------------------------- | ------------ |
| 24500114       |      | Datei hochladen | Landsitz zum gelben Haus, Wohnhaus mit Anbau                         | B kant. | G   | Goldschmiedstrasse 12 677308 / 251262 |              |
| 245KELLER00114 |      | Datei hochladen | Landsitz zum gelben Haus, zwei Keller mit kreuzgewölbtem Mittelstück | B kant. | G   | Goldschmiedstrasse 12 677308 / 251262 |              |
| 245ZUSA00114-2 |      | Datei hochladen | Landsitz zum gelben Haus, Nebengebäude Ost                           | B kant. | G   | Goldschmiedstrasse 12 677327 / 251265 |              |
| 245ZUSA00115   |      | Datei hochladen | Landsitz zum gelben Haus, Nebengebäude West                          | B kant. | G   | Goldschmiedstrasse 12 677295 / 251271 |              |
| 24500604       |      | Datei hochladen | Schulhaus Allmend, Turn-, Schwimm- und Sportanlage                   | B reg.  | G   | Kirchweg 111 677592 / 251119          |              |
| 24500675       |      | Datei hochladen | Schulhaus Allmend                                                    | B reg.  | G   | Kirchweg 115 677481 / 251145          |              |
| 24500676       |      | Datei hochladen | Schulhaus Allmend, Singsaal und Abwartswohnung                       | B reg.  | G   | Kirchweg 113 677518 / 251141          |              |

Hinweise zur Legende in dieser Liste:
- Anstelle der KGS-Nummer wird als Objekt-Identifikator (ID) die Inventarnummer im Verzeichnis der Objekte von überkommunaler Bedeutung des kantonalen Denkmalschutzamtes verwendet.
- Bei den Kategorien wird wie folgt unterschieden: B kant. = Objekt von kantonaler Bedeutung (Kanton Zürich); B reg. = Objekt von regionaler Bedeutung (Kanton Zürich)